# Banaybanay
Banaybanay é um município de  segunda classe de renda municipal (d) na província Davao Oriental, nas Filipinas. De acordo com o censo de 1 de maio  de  2020 possui uma população de 44 451 pessoas e 10 539 domicílios.